# Primera División de Uruguay 1910
Liga Uruguaya 1910 var den tionde säsongen av Uruguays högstaliga i fotboll. River Plate FC vann sin andra titel som uruguayanska mästare. Ligan spelades som ett seriespel där samtliga nio lag mötte varandra vid två tillfällen. Totalt spelades 72 matcher med 206 gjorda mål.
Alberto Cantury från Nacional vann skytteligan med sju gjorda mål.

## Deltagande lag
Nio lag deltog i mästerskapet, samtliga lag från Montevideo.

## Poängtabell
| Nr | Lag ( )              | S  | V  | O | F  | GM | IM | MS  | P  |
| -- | -------------------- | -- | -- | - | -- | -- | -- | --- | -- |
| 1  | River Plate          | 16 | 11 | 4 | 1  | 33 | 10 | +23 | 26 |
| 2  | CURCC                | 16 | 10 | 4 | 2  | 32 | 12 | +20 | 24 |
| 3  | Nacional             | 16 | 10 | 2 | 4  | 32 | 14 | +18 | 22 |
| 4  | Montevideo Wanderers | 16 | 9  | 2 | 5  | 24 | 15 | +9  | 20 |
| 5  | Central              | 16 | 6  | 4 | 6  | 17 | 24 | −7  | 16 |
| 6  | Dublin               | 16 | 4  | 4 | 8  | 20 | 26 | −6  | 12 |
| 7  | Libertad             | 16 | 4  | 4 | 8  | 17 | 23 | −6  | 12 |
| 8  | Bristol              | 16 | 3  | 1 | 12 | 16 | 44 | −28 | 7  |
| 9  | French               | 16 | 2  | 1 | 13 | 15 | 38 | −23 | 5  |